# Australia's Got Talent
Australia's Got Talent is een Australisch televisieprogramma van de zender Seven Network (seizoen 7-8 Nine Network) dat wordt gepresenteerd door Ricki-Lee Coulter (voorheen Grant Denyer (S1-S6), Julia Morris (S7) en Dave Hudghes (S8)). 
Australia's Got Talent is talentenjacht waabij de audities openstaan voor iedereen, van elke leeftijd tot elk talent. Vrijwel alles wat door mensen als een 'talent' wordt gezien.
Juryleden van het eerste seizoen, dat werd uitgezonden van 18 februari 2007 tot en met 28 april 2007, waren Red Symons, Dannii Minogue en Tom Burlinson. Deze samenstelling bleef drie seizoenen lang hetzelfde.

## Overzicht
| Seizoen | Startdatum       | Einddatum         | Winnaar         | Presentatie       | Jurysamenstelling | Jurysamenstelling | Jurysamenstelling  | Jurysamenstelling |
| ------- | ---------------- | ----------------- | --------------- | ----------------- | ----------------- | ----------------- | ------------------ | ----------------- |
| 1       | 18 februari 2007 | 29 april 2007     | Bonnie Anderson | Grant Denyer      | Red Symons        | Dannii Minogue    | Tom Burlinson      | n.v.t             |
| 2       | 29 april 2008    | 1 juli 2008       | Joe Robinson    | Grant Denyer      | Red Symons        | Dannii Minogue    | Tom Burlinson      | n.v.t             |
| 3       | 4 februari 2009  | 22 april 2009     | Mark Vincent    | Grant Denyer      | Red Symons        | Dannii Minogue    | Tom Burlinson      | n.v.t             |
| 4       | 13 april 2010    | 15 juni 2010      | Justice Crew    | Grant Denyer      | Brian McFadden    | Dannii Minogue    | Kyle Sandilands    | n.v.t             |
| 5       | 3 mei 2011       | 2 augustus 2011   | Jack Vidgen     | Grant Denyer      | Brian McFadden    | Dannii Minogue    | Kyle Sandilands    | n.v.t             |
| 6       | 16 april 2012    | 25 juli 2012      | Andrew De Silva | Grant Denyer      | Brian McFadden    | Dannii Minogue    | Kyle Sandilands    | n.v.t             |
| 7       | 11 augustus 2013 | 10 november 2013  | Uncle Jed       | Julia Morris      | Dawn French       | Timomatic         | Kyle Sandilands    | Geri Halliwell    |
| 8       | 1 februari 2016  | 14 maart 2016     | Fletcher Pilon  | Dave Hudghes      | Kelly Osbourne    | Eddie Perfect     | Sophie Monk        | Ian Dickson       |
| 9       | 28 juli 2019     | 22 september 2019 | Kristy Sellars  | Ricki-Lee Coulter | Shane Jacobson    | Lucy Durack       | Nicole Scherzinger | Manu Feildel      |
| 10      | 9 oktober 2022   | 20 november 2022  | Acromazing      | Ricki-Lee Coulter | Shane Jacobson    | Alesha Dixon      | Kate Ritchie       | David Walliams    |

### Seizoen 1 (2007)
Juryleden van het eerste seizoen, dat werd uitgezonden van 18 februari 2007 tot en met 28 april 2007, waren Red Symons, Dannii Minogue en Tom Burlinson. Het eerste seizoen werd gewonnen door zangeres Bonnie Anderson.

### Seizoen 2 (2008)
Seizoen 2 startte op 29 april 2008 met dezelfde juryleden van het voorgaande seizoen en werd gewonnen door gitarist Joe Robinson.

### Seizoen 3 (2009)
Op 15 juni 2009 startte het 3de seizoen met dezelfde jurysamenstelling. Het seizoen werd gewonnen door Mark Vincent.

### Seizoen 4 (2010)
Op 13 april 2010 startte het 4de seizoen met de nieuwe juryleden Kyle Sandilands en Brian McFadden die Symons en Burlinson vervingen. Dannii Minogue keerde terug voor haar 4de seizoen. Het seizoen werd gewonnen door de dansgroep Justice Crew. 

### Seizoen 5 (2011)
Het vijfde seizoen van Australia's Got Talent keerde terug op 3 mei 2011. Alle juryleden keerden terug. Het seizoen werd gewonnen door de zanger Jack Vidgen.

### Seizoen 6 (2012)
Het 6de seizoen begon op 16 april 2012 met dezelfde jurysamenstelling. Het seizoen werd gewonnen door zanger Andrew de Silva. Todd McKenney was gastjurylid voor vervanging van Sandilands en McFadden. 

### Seizoen 7 (2013)
Seizoen 7 werd uitgezonden op Nine Network vanaf 11 augustus 2013. De jury bestond voor het eerst uit vier leden. Alleen Sandilands keerde terug van het voorgaande seizoen. Geri Halliwell, Dawn French en Timomatic waren de nieuwe juryleden. Julia Morris verving Denyer voor de presentatie van dit seizoen. Dit seizoen werd gewonnen door de band Uncle Jed.

### Seizoen 8 (2016)
1 februari 2016 startte het 8ste seizoen met een geheel nieuwe jurysamenstelling. Ian Dickson, Sophie Monk, Kelly Osbourne en Eddie Perfect waren de vier nieuwe juryleden van dienst. Ook Morris werd vervangen door Dave Hughes voor de presentatie van het programma. Naast deze veranderingen werd ook de Golden Buzzer geïntroduceerd. Ook dit seizoen werd op Nine Network uitgezonden. Dit seizoen werd gewonnen door Fletcher Pilon.

### Seizoen 9 (2019)
Seizoen 9 startte op 28 juli, terug op Seven Network, met een nieuwe jurysamenstelling. Nicole Scherzinger, Shane Jacobson, Manu Feildel en Lucy Durack waren de nieuwe juryleden. Het seizoen werd gewonnen door paaldanseres Kristy Sellars. Ricki-Lee Coulter was de nieuwe presentatrice van dienst.

### Seizoen 10 (2022)
Seizoen 10 ging oorspronkelijk van start in 2020 met terugkerende juryleden Feildel en Jaconson en de nieuwe juryleden Sonia Kruger en Olympia Valance. Door Covid-19 werd de productie stopgezet. In 2021 werd het seizoen opnieuw aangekondigd met terugkerend jurylid Jacobson en de nieuwe leden Neil Patrick Harris, Alesha Dixon en Kate Ritchie. Ook dit keer werd het een jaar uitgesteld. 
Op 9 oktober 2022 startte het 10de seizoen met terugkerend jurylid Jacobson en de nieuwe leden David Walliams, Alesha Dixon en Kate Ritchie.
De winnaar van het 10de seizoen was de dansgroep Acromazing.